# Серийные убийства с кастрацией
Серийные убийства с кастрацией (англ. Castration serial murders) — серия убийств молодых мужчин, совершённых в период с августа 1980 года по ноябрь 1986 года на территории пяти штатов США. Все жертвы были похищены, застрелены выстрелом в затылок и после смерти подверглись кастрации, благодаря чему серия получила своё название. Исключительность этому делу придаёт тот факт, что объединение убийств произошло только лишь в 1989 году на основании результатов криминалистическо-баллистической экспертизы, по результатам которой было установлено, что все убийства были совершены с помощью одного и того же пистолета, до этого момента из-за географической удалённости мест обнаружения тел жертв следствие склонялось к версии, что все убийства были совершены разными преступниками.

## Жертвы
- Первой жертвой стал 27-летний Уиллард Эдвард Джадд. Его тело было обнаружено в августе 1980 года на расстоянии 20 миль от города Каспер (штат Вайоминг). Джадд, который путешествовал автостопом, был застрелен из пистолета 38-го калибра, после чего преступник его кастрировал[3]. В 1982 году заключённый тюрьмы Южной Дакоты, отбывающий срок за убийство, обвинил двух других мужчин в убийстве Уилларда.

- 30-летний Уэйн Ли Рифендайфер, обнажённое тело которого было обнаружено 19 августа 1981 года в лесистой местности на расстоянии 6 миль от межштатной автомагистрали I-80 в округе Лайкоминг (штат Пенсильвания). В ходе расследования было установлено, что Рифендайфер проживал в городе Бриджпорт (штат Коннектикут) и путешествовал по территории страны автостопом[3][4][5].

- 21-летний Марти Джеймс Шук, обнажённое и изувеченное тело которого было обнаружено 14 июня 1982 года в одном из каньонов на территории округа Уосатч, штат Юта. Во время расследования убийства было установлено, что Шук был любителем путешествовать автостопом и последний раз был замечен живым 12 июня в городе Спаркс (штат Невада). Полицией был найден свидетель, который заявил, что видел в месте, где было обнаружено тело — молодую женщину со светлыми волосами. Было установлено, что женщина предположительно сумела также автостопом покинуть штат и добраться до территории штата Канзас. Она была объявлена в розыск, но впоследствии её местонахождение и личность так и не были установлены[6][7].

- Мужчина, чья личность также не была установлена. Его почти полностью обнажённое тело было обнаружено в июле 1983 года на территории штата Джорджия.

- Джек Франклин Эндрюс, расчленённые останки которого были обнаружены 24 ноября 1986 года недалеко от города Литчфилд (штат Коннектикут). Эндрюс принадлежал к криминальной субкультуре, имел как минимум четыре псевдонима и несколько фальшивых удостоверений личности, где были указаны как минимум три разных даты его рождения. На протяжении жизни он подвергался арестам по таким обвинениям как кража со взломом, нападение с применением оружия, лжесвидетельство и принуждение девушек к занятию проституцией. Джек Эндрюс подвергался арестам на территории штатов Калифорния, Канзас, Флорида, Теннесси и Орегон, но не подвергался арестам в штате Коннектикут. Преступник после убийства Эндрюса кастрировал его, после чего расчленил труп, отрезав от торса голову и ноги. Личность погибшего была установлена на основании результатов дактилоскопической экспертизы[8].

## Расследование
В ноябре 1989 года в ходе судебно-баллистической экспертизы было установлено, что все жертвы были застрелены из одного и того же пистолета 38-го калибра. Так как все жертвы были обнаружены недалеко от дорог, по которым проходили маршруты грузовых автомобилей, следствие предположило, что убийцей являлся водитель-дальнобойщик или коммивояжер, после чего профилеры ФБР составили психологический портрет подозреваемого.
После 1986 года подобных убийств с последующей кастрацией жертв зафиксировано не было. В 1991 году Терри Грин, директор подразделения Федерального бюро расследований, ответственного за анализ серийных насильственных и сексуальных преступлений, заявил, что на основании результатов опроса находящихся в заключении серийных убийц с целью понимания образа мыслей преступника и результатов многолетних исследований следствие выдвинуло версию, согласно которой серия убийств прекратилась вследствие того, что преступник предположительно умер, мог быть осуждён и находиться в тюремном заключении, отбывая большой срок лишения свободы, и покинуть территорию США.
В 2000-х годах полицией был арестован житель города Сан-Франциско, в доме которого была обнаружена банка с консервирующей жидкостью, в которой находилась  отрезанная мужская мошонка. Улика была отправлена на судебно-криминалистическую экспертизу, в ходе которой была совершена попытка выделить из тканей образец ДНК для установления личности жертвы, однако из-за длительной консервации мошонки образец ДНК выделить из её тканей не удалось. Изучив форму и края ран жертв по фотографиям, сделанных полицией во время расследования убийств, судебный патологоанатом впоследствии пришёл к выводу, что обнаруженная мошонка не принадлежит известным жертвам преступника. В дальнейшие годы личность серийного убийцы так и не была установлена.